# Da's liefde
Da's Liefde was een programma dat in 2021 op VTM werd uitgezonden. Het werd gepresenteerd door Jens Dendoncker.
Jens Dendoncker zoekt op basis van de wetenschap uit wat liefde is. Aan de hand van experimenten toetst hij wetenschappelijke studies over de heerlijke, maar soms ook pijnlijke liefde aan de praktijk.
Het eerste seizoen telt 8 afleveringen. In de afleveringen doen geregeld bekende Vlamingen mee. Zo deden onder andere Guga Baul, Tine Embrechts, Sam Gooris, Kelly Pfaff, Jean-Marie Pfaff, Aster Nzeyimana, Lize Feryn, Lauren Versnick mee aan de experimenten.

## Afleveringen
De eerste aflevering was op 11 januari 2021 en behaalde 430.248 kijkers.

## Emmy Award
Het programma was in 2021 genomineerd in de categorie "niet-gescript entertainment" voor een Internationale Emmy Award.